# 静岡県道372号大東相良線

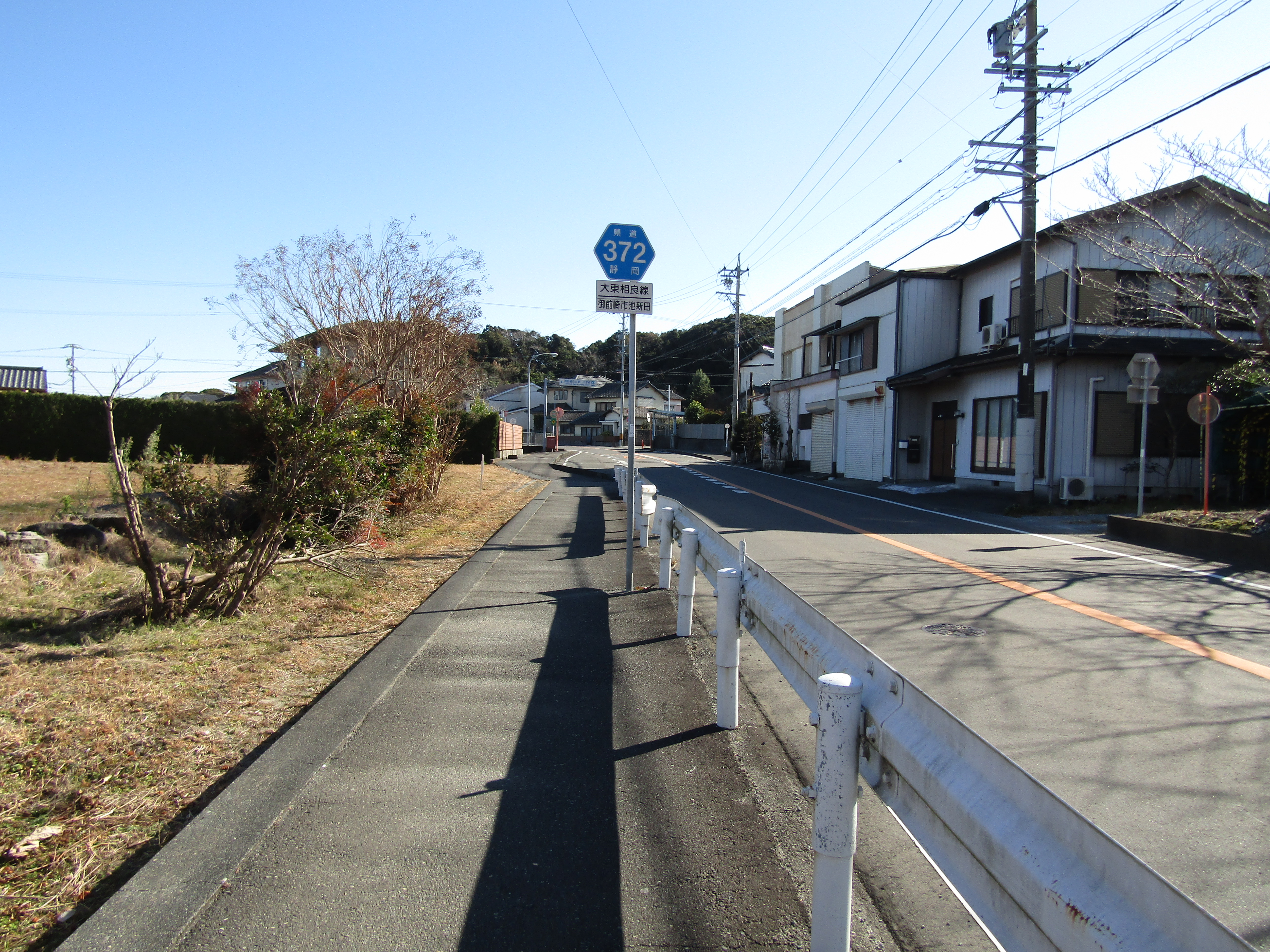
御前崎市池新田にて。

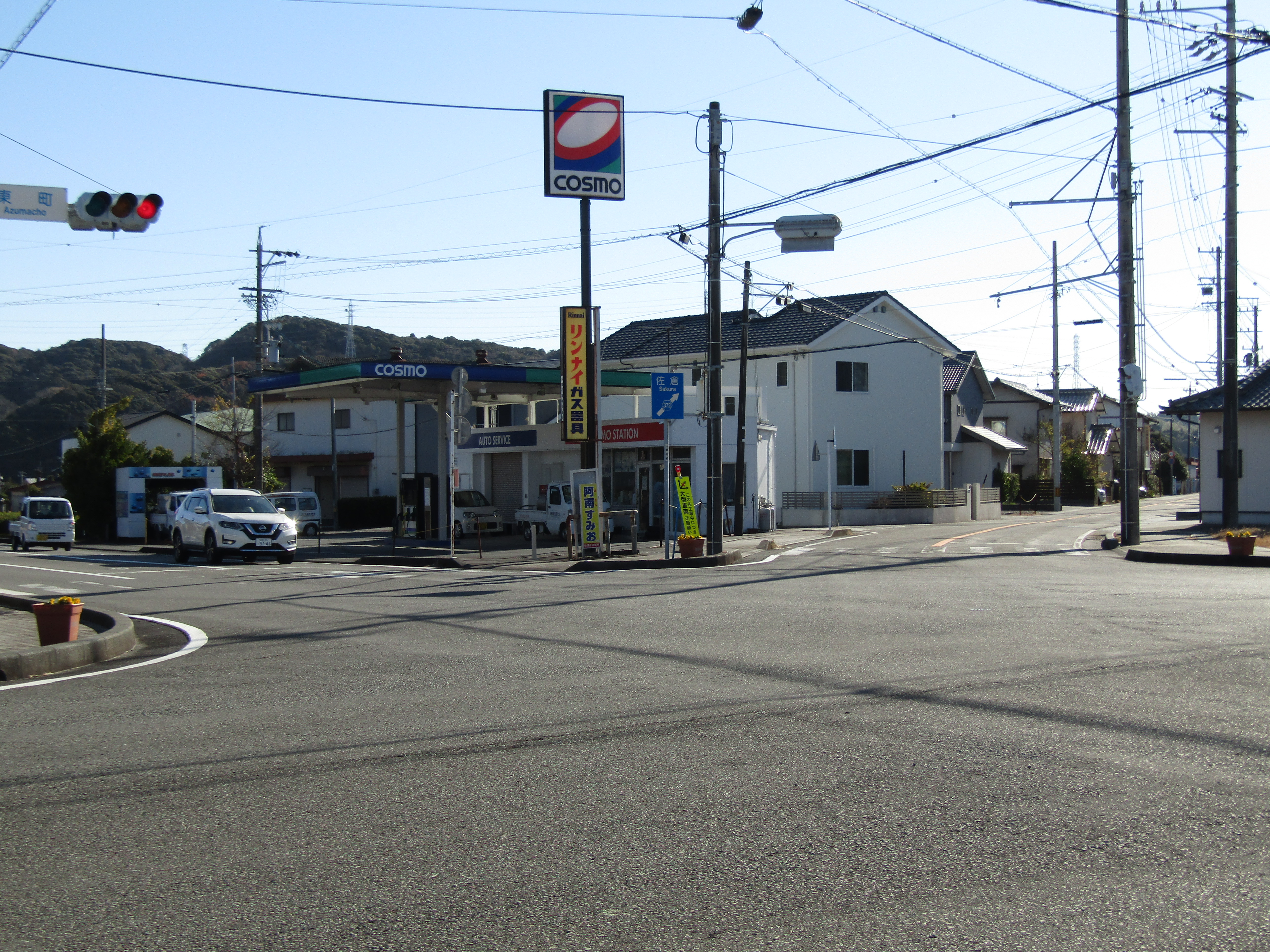
御前崎市池新田にて。

静岡県道372号大東相良線（しずおかけんどう372ごう だいとうさがらせん）は、静岡県掛川市、御前崎市、牧之原市を通る道路（県道）である。

## 概要

### 路線データ
- 陸上距離：14.5km
- 起点：掛川市大坂（静岡県道38号掛川大東線交点）
- 終点：牧之原市堀野新田（国道150号交点）

## 重複区間
なし

## 通過する自治体
- 静岡県
  - 掛川市 - 御前崎市 - 牧之原市

## 接続路線
- 静岡県道38号掛川大東線
- 静岡県道69号相良大須賀線
- 静岡県道247号中方千浜線
- 静岡県道244号大東菊川線
- 静岡県道37号掛川浜岡線
- 静岡県道239号相良浜岡線
- 静岡県道357号佐倉御前崎港線
- 静岡県道240号御前崎堀野新田線